# Saint-Hippolyte, Cantal
Saint-Hippolyte är en kommun i departementet Cantal i regionen Auvergne-Rhône-Alpes i mitten av Frankrike. Kommunen ligger  i kantonen Riom-ès-Montagnes som ligger i arrondissementet Mauriac. År 2022 hade Saint-Hippolyte 98 invånare.

## Befolkningsutveckling
Antalet invånare i kommunen Saint-Hippolyte
Referens:INSEE